# Regueras de Arriba
Regueras de Arriba és un municipi de la província de Lleó, enclavada en la comarca natural del Páramo Leonés.

## Pedanies del municipi
- Regueras de Abajo
- Regueras de Arriba

## Demografia
| 1991 | 1996 | 2001 | 2004 |
| ---- | ---- | ---- | ---- |
| 471  | 430  | 391  | 360  |